# Araneus coccinella
Araneus coccinella là một loài nhện trong họ Araneidae.
Loài này thuộc chi Araneus. Araneus coccinella được Mary Agard Pocock miêu tả năm 1898.